# Rockin' Tug

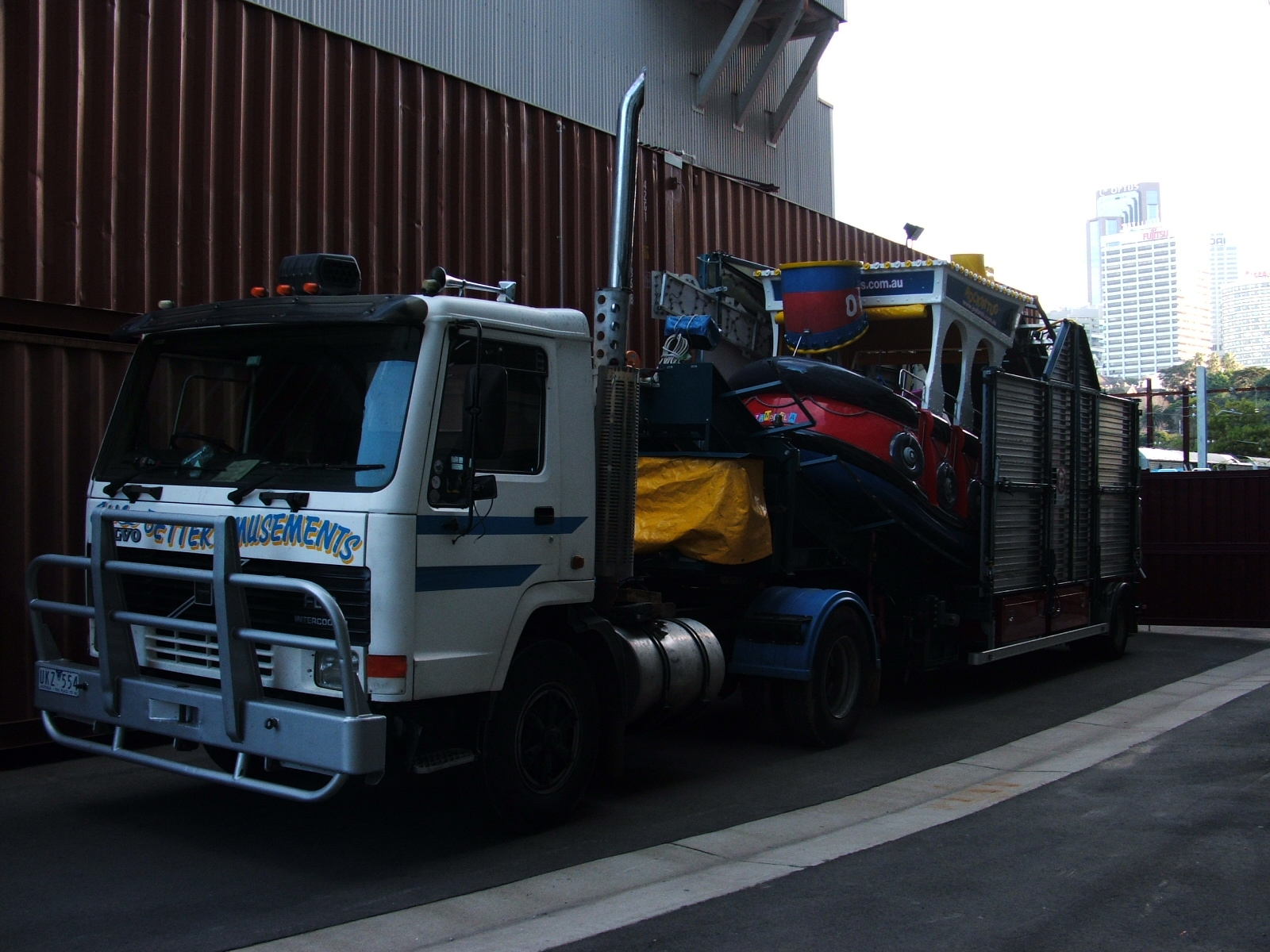
Een Rockin' Tug klaar voor transport per vrachtwagen.

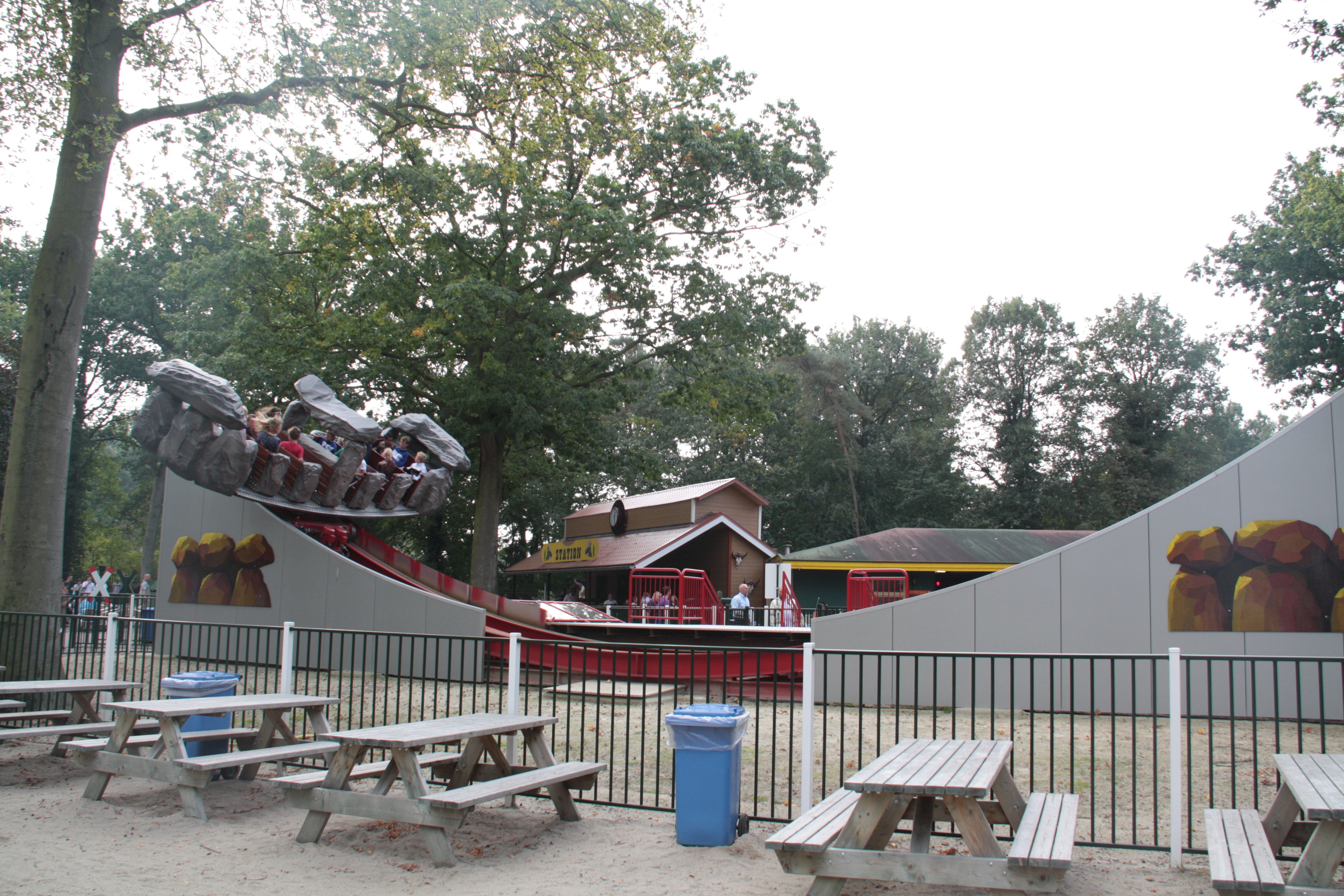
Steen thematisering, Rolling Stones, Drouwenerzand.

Rockin' Tug (Zamperla) of Kontiki (Zierer) is een attractie die veel weg heeft van het bekendere schommelschip. De Rockin' Tug is een schommelende (sleep)boot die echter daarbij nog eens extra rondom zijn as draait. Vrij vertaald naar het Nederlands betekent de naam dansende sleepboot.
De attractie werd ontwikkeld door de Italiaanse firma Zamperla en later ook gebouwd door Zierer onder de naam Kontiki. Het idee ontstond in 1978, toen de Duitse attractiebouwer Anton Schwarzkopf een attractie maakte die hij "Shuttle Boat" noemde.
De Rockin' Tug komt niet zo vaak voor als het schommelschip. Op kermissen is de attractie steeds vaker te vinden. De kleine afmetingen van de Rockin' Tug maken hem geschikt om snel opgebouwd en vervoerd te worden. Globaal gezien staan de meeste Rockin' Tugs in de Verenigde Staten.
Naargelang de thematisering en de bouwer kan de typische sleepboot ook vervangen door een zeilschip, een boomstam, een auto en zelfs een rups behoort tot de mogelijkheden.

## Vindplaats
Rockin' Tugs en Kontiki's zijn onder andere te vinden in:
- De Woeste Zee, in Plopsa Indoor Hasselt en Plopsa Indoor Coevorden
- De Swingboom, in Plopsaland De Panne
- Dolle Dobber, in DippieDoe
- Fogg's Trouble, in Attractiepark Slagharen
- Hurricane, in Boudewijn Seapark
- Jester's Wild Ride, in Six Flags Great America
- Kernie's Boot, in Kernies Familiepark
- Lilla lots, in Liseberg
- Moby Dick, in Julianatoren
- Rockin' Tug, in Wicksteed Park, te Kettering (Northamptonshire)
- Stormy Cruise, in Movie Park Germany
- Alpenrutsche, in Toverland
- Rolling Stones, in Drouwenerzand
- Verrückter Baum in Holiday Park
- Capt'n Crazy in Fort Fun Abenteuerland

## Varianten en vergelijkbare attracties
Producent Zamperla heeft naast de Rockin' Tug nog verschillende andere vergelijkbare attracties ontwikkeld met een groter sensatiegevoel.

### Disk'O
Het kan voorkomen dat er in de plaats van een draaiende sleepboot een draaiende schijf door de attractie schommelt. De Disk'O wordt geproduceerd in verschillende groottes. Er is ook een coasterversie met een heuvel in het midden.

### Surf's Up
De Surf's Up leunt aan bij de Disk'O Coaster. De sleepboot of schijf wordt vervangen door een surfplank. Het grote verschil is dat berijders rechtstaan in plaats van zitten. Verder is de uitvoering van de baan langer tegenover de Rockin' Tug. In het midden is er een kleine heuvel voorzien, maar niet zo groot als bij de Disk'O Coaster.

### Skater
Bij deze versie zien we een skateboard. Skater is een combinatie van Rockin' Tug en Disk'O. Berijders zitten tegenover elkaar zoals bij Rockin' Tug het geval is. Maar de lengte, hoogte van de baan is te vergelijken met de Disk'O.